# Flaibano
Flaibano là một đô thị ở tỉnh Udine trong vùng Friuli-Venezia Giulia thuộc Ý, có cự ly khoảng 80 km về phía tây bắc của Trieste và khoảng 20 km về phía tây của Udine. Tại thời điểm ngày 31 tháng 12 năm 2004, đô thị này có dân số 1.194 người và diện tích là 17,2 km².
Đô thị Flaibano có các frazione (đơn vị cấp dưới) S. Odorico al Tagliamento.
Flaibano giáp các đô thị: Coseano, Dignano, San Giorgio della Richinvelda, Sedegliano, Spilimbergo.